# 神話學派
神話學派是歐洲民俗學的一個學派，也是近代民俗學最早產生重大影響的學派，受19世紀德國浪漫主義影響產生，當時人因對資本主義社會不滿，轉而向民間文字的收集發掘，其中以格林兄弟為代表。
神話學派的觀點認為，民間文化源出神話，其他的民間文學如民間故事、敘事詩、傳說等也從其中而生，神話也反映了民族的集體心理，因此要了解一個民族的文化必須由神話入手。另外，因為語言是神話的載體，因此他們也特別注重語言上的研究和分析比較。